# Václav Lancinger
Václav Lancinger (Praga, 4 maggio 1896 – ...) è stato un nuotatore e pallanuotista cecoslovacco.
È stato un membro della Cecoslovacchia che ha partecipato ai Giochi di Anversa 1920.